# Anej Čurin Prapotnik
Anej Čurin Prapotnik (* 23. Mai 2003 in Ptuj) ist ein slowenischer Leichtathlet, der sich auf den Sprint spezialisiert hat.

## Sportliche Laufbahn
Erste internationale Erfahrungen sammelte Anej Čurin Prapotnik im Jahr 2022, als er bei den U20-Balkan-Hallenmeisterschaften in Belgrad in 6,78 s die Goldmedaille im 60-Meter-Lauf gewann. Im Jahr darauf belegte er bei den U23-Mittelmeer-Meisterschaften in Valencia in 7,86 s den achten Platz und im Juni wurde er bei der 2. Liga der Team-Europameisterschaft im Rahmen der Europaspiele in Chorzów in 10,34 s Dritter im 100-Meter-Lauf und gelangte mit der slowenischen 4-mal-100-Meter-Staffel mit 39,29 s auf den zweiten Platz. Anschließend schied er bei den Leichtathletik-U23-Europameisterschaften in Espoo mit 10,63 s in der ersten Runde über 100 Meter aus. 2024 siegte er in 6,66 s über 60 Meter bei den Balkan-Hallenmeisterschaften in Istanbul und kurz darauf schied er bei den Hallenweltmeisterschaften in Glasgow mit 6,71 s im Halbfinale aus. Ende Mai belegte er bei den Balkan-Meisterschaften in Izmir in 10,28 s den fünften Platz über 100 Meter und kam mit der Staffel nicht ins Ziel. Kurz darauf schied er bei den Europameisterschaften in Rom mit 10,44 s im Halbfinale über 100 Meter aus und kam mit der Staffel erneut nicht ins Ziel. Im Jahr darauf schied er bei den Halleneuropameisterschaften in Apeldoorn mit 6,65 s im Semifinale über 60 Meter aus. Im Juli schied er bei den U23-Europameisterschaften in Bergen mit 10,61 s im Halbfinale über 100 Meter aus und belegte mit der Staffel in 38,99 s Rang vier.
In den Jahren 2023 und 2024 wurde Čurin Prapotnik slowenischer Meister im 100-Meter-Lauf und von 2022 bis 2025 wurde er Hallenmeister über 60 Meter.

## Persönliche Bestleistungen
- 100 Meter: 10,23 s (+1,6 m/s), 5. Juni 2025 in Maribor
  - 60 Meter (Halle): 6,61 s, 8. März 2025 in Apeldoorn